# Frédéric Olivieri
Frédéric Olivieri (Nizza, 1961) è un ex ballerino, direttore artistico, coreografo e maître de ballet francese.

## Biografia
Frédéric Olivieri è nato a Nizza nel 1961 e si è diplomato al Conservatoire Pierre Cochereau à rayonnement régional de Nice. Nel 1977 ha vinto il primo premio del Prix de Lausanne, vincendo una borsa di studio per la Scuola di danza dell'Opéra di Parigi.
Nel 1978 è entrato a far parte del corps de ballet del balletto dell'Opéra di Parigi sotto la direzione di Violette Verdy; tre anni dopo è stato nominato solista da Rudol'f Nureev e in questa veste ha danzato coreografie dei maggiori coreografi del XX secolo, tra cui Maurice Béjart, Roland Petit, John Neumeier, Kenneth MacMillan, Alvin Ailey, Alwin Nikolais, Paul Taylor e Glen Tetley.
Nel 1985 si è unito ai Ballets de Monte Carlo di Pierre Lacotte e Ghislaine Thesmar in veste di primo ballerino e pochi mesi dopo è stato proclamato étoile della compagnia. Nel 1986 è stato insignito del Premio Léonide Massine in occasione del Festival di Danza di Positano. Olivieri ha danzato con i Ballets de Monte Carlo per otto anni fino al 1993, ballando tutti i maggiori ruoli maschili del repertorio classico, neoclassico e romantico. Prima dell'addio alle scene nel 1995, ha trascorso gli ultimi due anni della sua carriera danzato come primo ballerino del Balletto di Amburgo sotto la direzione di John Neumeier.
Dal 1996 al 1998 è stato maître de ballet e assistente coreografo del Maggio Musicale Fiorentino, per il quale ha curato anche le coreografie dell'Orfeo di Monteverdi per la regia di Luca Ronconi e l'allestimento dell'Aida di Verdi diretto Lorenzo Mariani. Successivamente è stato maestro di danza del Balletto di Zurigo e nel 2000 è stato nominato direttore artistico del MaggioDanza del Teatro Comunale di Firenze.
Dal settembre 2000 al 2002 è stato maître de ballet del Corpo di Ballo del Teatro alla Scala, mentre dal 2002 al 2007 è stato direttore artistico della compagnia. Dal 2007 al 2016 ha diretto la Scuola di Ballo del Teatro alla Scala, mentre dall'ottobre 2016 al 2020 è stato ancora una volta direttore della compagnia scaligera. Nel dicembre 2020 è tornato a dirigere la scuola di danza della compagnia. Nel 2025 gli viene affidata nuovamente, con contratto biennale, la direzione della compagnia, parallelamente a quella dell'accademia.